# روکا پیا
روکا پیا (به ایتالیایی: Rocca Pia) یک کومونه در ایتالیا است که در استان لاکویلا واقع شده‌است.

## خصوصیات
روکا پیا ۴۵٫۰۰ کیلومترمربع مساحت و ۱۸۳ نفر جمعیت دارد و ۱٬۱۸۱ متر بالاتر از سطح دریا واقع شده‌است.